# Spartina arundinacea
Spartina arundinacea är en gräsart som först beskrevs av Louis Marie Aubert Du Petit-Thouars, och fick sitt nu gällande namn av Dugald Carmichael. Spartina arundinacea ingår i släktet marskgräs, och familjen gräs. Inga underarter finns listade i Catalogue of Life.